# Hélio Castroneves
Hélio Castroneves, egentligen Hélio Castro Neves, född den 10 maj 1975 i São Paulo, Brasilien är en brasiliansk racerförare. Han har vunnit Indianapolis 500 fyra gånger, 2001, 2002, 2009 och 2021. Han kör för Meyer Shank Racing.

## Racingkarriär
Castroneves flyttade till Storbritannien som nittonåring för att tävla i det Brittiska F3-mästerskapet säsongen 1995 med Paul Stewart Racing. Han slutade på tredje plats i mästerskapet, varefter han flyttade till USA för att köra i Indy Lights 1996 och slutade sjua under sin debutsäsong.
Säsongen 1997 slutade han tvåa bakom den blivande IndyCar-stjärnan Tony Kanaan men före landsmannen Cristiano da Matta. Detta var första gången tre utlänningar från samma nation slutade överst i en amerikansk formelbilsserie.[källa behövs]

### 1998–2001
De framgångsrika resultaten gav Castroneves chansen med Bettenhausen Motorsports i CART säsongen 1998. Han överraskade med att komma på prispallen på Milwaukee Mile med det lilla teamet, men det var den enda större framgången under debutsäsongen.[källa behövs] Inför 1999 skrev Castroneves på för Hogan Racing, men teambytet gav ingen större förbättring, och även om han glänste på de korta ovalerna, med en andraplats på Gateway, och pole på Milwaukee slutade han på en femtonde plats i tabellen.[källa behövs] I säsongens sista deltävling på Fontana dödskraschade den ene av Marlboro Team Penskes kontrakterade förare för 2000; Greg Moore. Castroneves hade inget kontrakt vid det tillfället, och han skrev på för det legendariska teamet som stallkamrat till Gil de Ferran.
Formen för teamet var inget vidare vid tidpunkten, men ett byte av motortillverkare och av den alkoholiserade föraren Al Unser Jr. fick Penske ny kraft, och stallet gjorde en mycket fin säsong.[källa behövs] Castroneves vann sin första seger i Detroit och tog ytterligare två segrar på racerbanor. Svag form på ovaler gjorde att han fick nöja sig med en sjundeplats i tabellen, medan de Ferran tog hand om titeln. År 2001 byggde Castroneves vidare på sin utveckling, och slutade nu fyra i tabellen efter att ha vunnit två deltävlingar.[källa behövs] Han lyckades även vinna Indianapolis 500 under ett inhopp i Indy Racing League, vilket skulle bli hans nya serie när Penske bestämde sig för att byta ifrån CART efter säsongen.

### 2002–2010

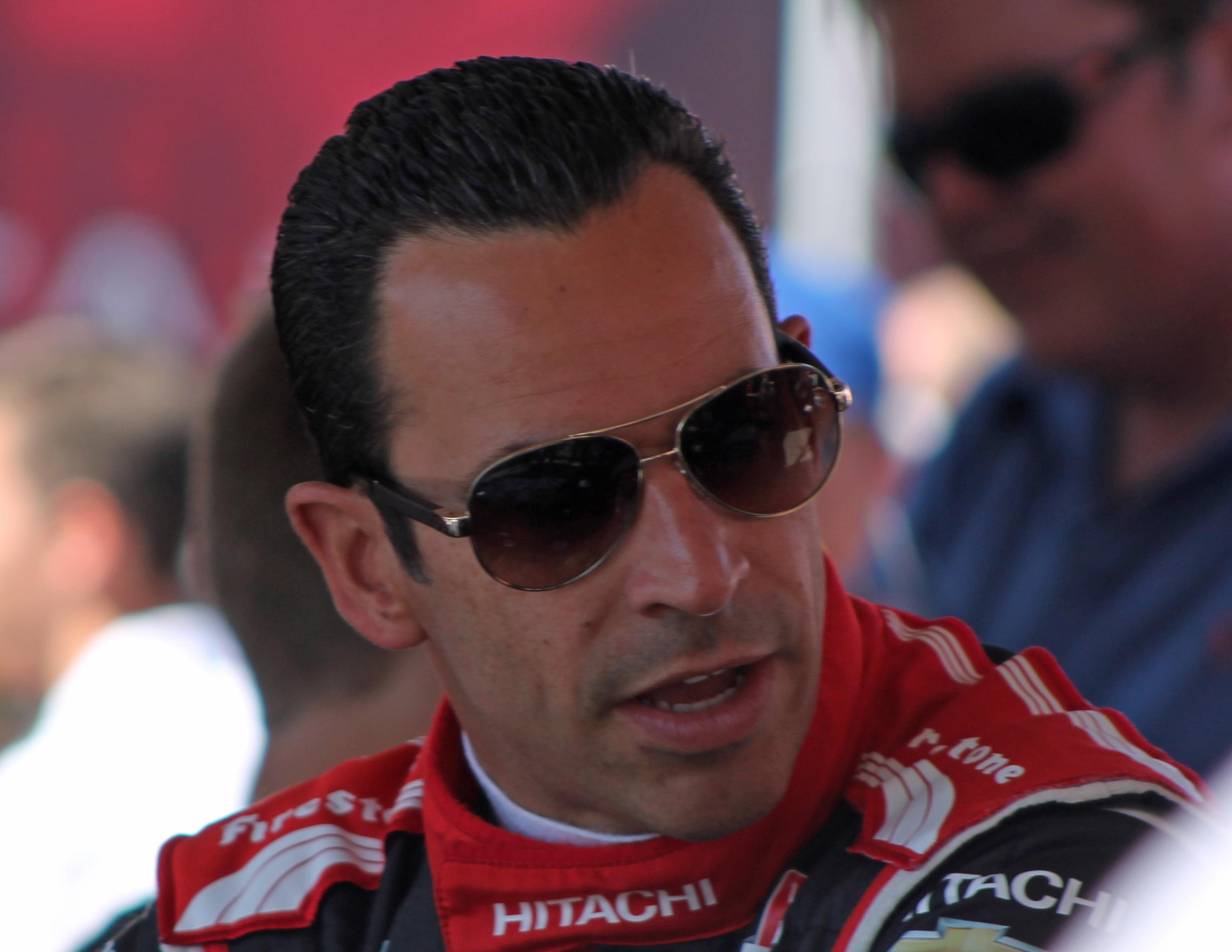
Hélio Castroneves, 2014

Inför säsongen 2002 bytte Penske från CART till Indy Racing League, och blev det första stora teamet att ta klivet mellan serierna. Castroneves första säsong i IRL var lyckad, då han vann Indy 500 ännu en gång, och blev tvåa i mästerskapet. Dessutom slog han de Ferran för första gången över en hel säsong. Han förlorade titeln med knappa 20 poäng till Sam Hornish Jr.. Till 2003 års säsong hade fler team bytt serie, och konkurrensen hade blivit tuffare. Castroneves blev trea totalt, efter två racesegrar. Han var med i mästerskapsracet till den sista tävlingen på Texas Motor Speedway, men titeln gick till Scott Dixon. 2004 var ännu en stabil säsong av Castroneves, som besegrade den nye teamkollegan Sam Hornish Jr., men bilens Toyotamotor halkade efter konkurrenternas Hondamotorer. Han slutade på fjärde plats i tabellen. År 2005 blev en sämre säsong för Castroneves, sedan Hornish hittade formen och besegrade honom i den interna kampen inom teamet, och han sjönk dessutom tillbaka till en sjätteplats totalt. 
År 2006 gjorde Castroneves sin dittills bästa säsong i karriären. Det var en oerhört jämn säsong där Hornish tidigt tog et grepp, men han bleknade under sommaren, och Castroneves, samt 2005 års mästare Dan Wheldon tog in försprånget. Inför den sista deltävlingen på Chicagoland Speedway skulle Castroneves bli mästare ifall han slog Hornish och slutade i topp tre samtidigt. Han lyckades inte med det, då han blev fyra bakom Wheldon, Scott Dixon och Hornish, vilket gjorde att även Wheldon gick förbi honom, och han hamnade trots fyra segrar på en tredje plats i tabellen. Under 2007 var Castroneves säsongens kvalkung med sju pole positions. Han lyckades dock bara konvertera sin snabbhet till en seger, och hans sjätteplats i tabellen var under förväntan.
2008 gav Castroneves ett mycket jämnare intryck, och satte serierekord med åtta andraplatser under säsongen.[källa behövs] Hans avslutning av säsongen tog honom nästan ikapp mästaren Scott Dixon, men trots två segrar i de tre sista tävlingarna stod Dixon pall och med en andraplats på Chicagoland säkrade nyzeeländaren titeln.[källa behövs]
Han anklagades av amerikanska myndigheter för skattebrott vilket gjorde att han missade säsongspremiären men kunde återvända till serien vid Grand Prix of Long Beach efter att ha frikänts. Hans comeback blev mycket uppmärksammad – han tog pole position i Indianapolis 500 2009 och vann loppet för tredje gången i sin karriär. Han hade tidigare kvalificerat sig först till Indianapolis 500 både 2007 och 2010.

### 2010–2017
Trots fjärdeplatser i mästerskapet både 2009 och 2010, följde en tung säsong 2011 där han slutade elva – hans sämsta resultat sedan han började köra för Team Penske. Säsongen innehöll bland annat incidenter där han orsakade att stallkamraterna Ryan Briscoe och Will Power tvingades bryta loppen i St. Petersburg Grand Prix respektive Long Beach.
År 2012 återvände Castroneves till vinnarform med två segrar och ytterligare en fjärdeplats i mästerskapet. Han blev därefter tvåa både 2013 och 2014 samt trea 2016. I Indianapolis 500 2017 var han nära att ta sin fjärde seger, men blev passerad av Takuma Satō med fem varv kvar och slutade tvåa – endast 0,2011 sekunder efter. Resultatet gav honom tillfälligt ledningen i mästerskapet. Han dominerade senare Iowa Corn 300 och gick in i säsongsfinalen med en teoretisk chans att vinna titeln. En femteplats på Sonoma Raceway räckte dock inte för att säkra mästerskapet.

### 2018–2019
Från 2018 övergick Castroneves till sportvagnsracing i IMSA SportsCar Championship, där han körde för Team Penskes nysatsning tillsammans med Acura. Tillsammans med Ricky Taylor tog han teamets första seger vid Mid-Ohio Sports Car Course och blev tvåa i Detroit Grand Prix (IndyCar), vilket gav en sjundeplats i totalställningen. Samtidigt gjorde han inhopp i IndyCar vid båda tävlingarna i Indianapolis – där han noterade snabbaste varvtid i Indianapolis 500 innan han tvingades bryta.
Tävlingsupplägget fortsatte under 2019. Trots att han och Taylor inte tog några segrar, slutade de trea totalt i DPi-klassen i IMSA. I IndyCar blev han varvad i båda loppen på Indianapolis Motor Speedway.

### 2020–2025
Castroneves och Taylor vann IMSA-mästerskapet 2020 – Castroneves första titel med Team Penske. Men det blev också slutet på deras 21-åriga samarbete då teamet avslutade sin satsning med Acura. En elfteplats i Indianapolis 500 2020 ledde inte till någon återkomst i Penskes IndyCar-stall.
Inför säsongen 2021 skrev Castroneves på för en deltidsatsning med Meyer Shank Racing. Tidigt samma år vann han 24 Hours of Daytona med Wayne Taylor Racing. Fyra månader senare vann han sitt fjärde Indianapolis 500 efter en spännande avslutning mot den 24-årige Alex Palou. Segern gjorde honom till en av fyra förare i historien att ha vunnit Indy 500 fyra gånger.
Castroneves gjorde debut i Nascar 2025. Där slutade han på plats 39.

## Övrigt
Castroneves vann under 2007 den amerikanska TV-serien Dancing with the Stars.

## IndyCar

### Säsonger
| År   | Team   | Plats | Segrar | Tvåa | Trea | Poäng |
| ---- | ------ | ----- | ------ | ---- | ---- | ----- |
| 2001 | Penske | 24    | 1      | 0    | 0    | 64    |
| 2002 | Penske | 2     | 2      | 3    | 2    | 511   |
| 2003 | Penske | 3     | 2      | 4    | 2    | 484   |
| 2004 | Penske | 4     | 1      | 1    | 3    | 446   |
| 2005 | Penske | 6     | 1      | 2    | 0    | 440   |
| 2006 | Penske | 3     | 4      | 1    | 1    | 473   |
| 2007 | Penske | 6     | 1      | 1    | 3    | 446   |
| 2008 | Penske | 2     | 2      | 8    | 0    | 629   |

### Segrar
| Nr | Bana             | År   |
| -- | ---------------- | ---- |
| 1  | Indianapolis 500 | 2001 |
| 2  | Phoenix          | 2002 |
| 3  | Indianapolis 500 | 2002 |
| 4  | Gateway          | 2003 |
| 5  | Nazareth         | 2003 |
| 6  | Fort Worth       | 2004 |
| 7  | Richmond         | 2005 |
| 8  | St Petersburg    | 2006 |
| 9  | Motegi           | 2006 |
| 10 | Fort Worth       | 2006 |
| 11 | Michigan         | 2006 |
| 12 | St Petersburg    | 2007 |
| 13 | Sears Point      | 2008 |
| 14 | Chicagoland      | 2008 |
| 15 | Indianapolis 500 | 2009 |
| 16 | Fort Worth       | 2009 |

### Andraplatser
| Nr | Bana              | År   |
| -- | ----------------- | ---- |
| 1  | Pikes Peak        | 2002 |
| 2  | Gateway           | 2002 |
| 3  | Fort Worth        | 2002 |
| 4  | Phoenix           | 2003 |
| 5  | Indianapolis 500  | 2003 |
| 6  | Richmond          | 2003 |
| 7  | Kansas Speedway   | 2003 |
| 8  | Homestead         | 2004 |
| 9  | Phoenix           | 2005 |
| 10 | Chicagoland       | 2005 |
| 11 | Homestead         | 2006 |
| 12 | Sears Point       | 2007 |
| 13 | Saint Petersburg  | 2008 |
| 14 | Motegi            | 2008 |
| 15 | Fort Worth        | 2008 |
| 16 | Richmond          | 2008 |
| 17 | Mid-Ohio          | 2008 |
| 18 | Edmonton          | 2008 |
| 19 | Kentucky Speedway | 2008 |
| 20 | Detroit           | 2008 |
| 21 | Kansas Speedway   | 2009 |

### Tredjeplatser
| Nr | Bana              | År   |
| -- | ----------------- | ---- |
| 1  | Homestead         | 2002 |
| 2  | Kansas Speedway   | 2002 |
| 3  | Homestead         | 2003 |
| 4  | Nashville         | 2003 |
| 5  | Motegi            | 2004 |
| 6  | Richmond          | 2004 |
| 7  | Nashville         | 2004 |
| 8  | Kentucky Speedway | 2006 |
| 9  | Kansas Speedway   | 2007 |
| 10 | Indianapolis 500  | 2007 |
| 11 | Mid-Ohio          | 2007 |
| 12 | Nashville         | 2008 |

### Pole position
| Nr | Bana             | År   |
| -- | ---------------- | ---- |
| 1  | Phoenix          | 2002 |
| 2  | Indianapolis 500 | 2003 |
| 3  | Gateway          | 2003 |
| 4  | Fontana          | 2003 |
| 5  | Richmond         | 2004 |
| 6  | Nazareth         | 2004 |
| 7  | Chicagoland      | 2004 |
| 8  | Fontana          | 2004 |
| 9  | Fort Worth       | 2004 |
| 10 | Pikes Peak       | 2005 |
| 11 | Watkins Glen     | 2005 |
| 12 | Motegi           | 2006 |
| 13 | Watkins Glen     | 2006 |
| 14 | Richmond         | 2006 |
| 15 | Milwaukee        | 2006 |
| 16 | Michigan         | 2006 |
| 17 | Kentucky         | 2006 |
| 18 | Saint Petersburg | 2007 |
| 19 | Motegi           | 2007 |
| 20 | Indianapolis 500 | 2007 |
| 21 | Milwaukee        | 2007 |
| 22 | Watkins Glen     | 2007 |
| 23 | Mid-Ohio         | 2007 |
| 24 | Detroit          | 2007 |
| 25 | Motegi           | 2008 |
| 26 | Nashville        | 2008 |
| 27 | Mid-Ohio         | 2008 |
| 28 | Sears Point      | 2008 |
| 29 | Indianapolis 500 | 2009 |
| 30 | Iowa             | 2009 |